# Wayne (web-série)
Pour les articles homonymes, voir Wayne.
Wayne est une web-série américaine créée par Shawn Simmons et sortie en 2019 sur YouTube Premium.

## Synopsis
Wayne, seize ans, habite la ville de Brockton dans le Massachusetts. Cet adolescent, marginal, renfermé et hirsute qui réagit avec violence aux situations d'injustice, décide de rejoindre la Floride à moto en compagnie de Del, une fille aussi déjantée que lui, afin de récupérer une Pontiac Trans Am de 1978, volée à son père avant sa mort.

## Distribution

### Acteurs principaux
- Mark McKenna : Wayne
- Ciara Bravo : Del

### Acteurs récurrents
- Joshua J. Williams : Orlando, le meilleur ami de Wayne
- Dean Winters : le père de Del
- Mike O'Malley : Cole, le proviseur
- Stephen Kearin : Le sergent Geller
- James Earl : Jay, l'officier, assistant de Geller
- Jon Champagne : Carl, le frère de Del
- Jamie Champagne : Teddy, l'autre frère de Del
- Francesco Antonio : Reggie, le beau-frère de Wayne

## Liste des épisodes
| No | Titre                         | Réalisation          | Scénario                                  | Date de diffusion |
| -- | ----------------------------- | -------------------- | ----------------------------------------- | ----------------- |
| 1  | Vas-y                         | Iain B. MacDonald    | Shawn Simmons                             | 16 janvier 2019   |
| 2  | Sans prêtres                  | Steve Pink           | Shawn Simmons                             | 16 janvier 2019   |
| 3  | Putain de vérité              | Steve Pink           | Rhett Reese et Paul Wernick               | 16 janvier 2019   |
| 4  | Quelque chose de noir         | Tessa Hoffe          | Sarah Jane Cunningham et Suzie V. Freeman | 16 janvier 2019   |
| 5  | Del                           | Tessa Hoffe          | Lauren Houseman                           | 16 janvier 2019   |
| 6  | Qui sommes-nous maintenant ?  | Stephanie Laing      | Sophie Pustil et Paul Jaffe               | 16 janvier 2019   |
| 7  | Pour l'éternité               | Stephanie Laing      | Shawn Simmons                             | 16 janvier 2019   |
| 8  | Un mal de chien               | Michael Patrick Jann | Spencer Sloan                             | 16 janvier 2019   |
| 9  | Je croyais qu'on était amis   | Michael Patrick Jann | Greg Coolidge & Kirk Ward                 | 16 janvier 2019   |
| 10 | Attache ta putain de ceinture | Steve Pink           | Shawn Simmons, Greg Coolidge, & Kirk Ward | 16 janvier 2019   |

## Production
Wayne est créé par Shawn Simmons,.
La première saison comporte 10 épisodes, comme annoncé en 2018.

## Accueil
La série a reçu de bonnes critiques aux États-Unis et atteint une moyenne de 8,5/10 sur le site IMDb.
En France, pour Pierre Langlais, du journal Télérama, Wayne est « un road-trip adolescent rock’n’roll, hilarant et émouvant ».